# Jan Kryštof
Jan Kryštof (1904-1912, Jean-Christophe) je nejvýznamnější dílo francouzského spisovatele a nositele Nobelovy ceny za literaturu z roku 1915 Romaina Rollanda.
Jedná se o románový cyklus (tzv. román-řeka), koncipovaný jako symfonie, který podává na osudech geniálního hudebního skladatele německého původu Kraffta (jeho postava byla pravděpodobně inspirována Ludwigem van Beethovenem) a na jeho uměleckém růstu, utvářeném pobytem v Paříži, Švýcarsku a Itálii, široký obraz evropské a především francouzské společnosti v období mezi Pařížskou komunou a první světovou válkou. Jan Kryštof, který svou tvořivou energií stále ztělesňuje beethovenskou myšlenku o umění jako oslavě dobra a práce a v jehož umění se spojuje v jeden celek národnost, lidovost a realismus, se střetává se stoupenci salonního dekadentního umění a postupně odhaluje vnitřní lež tehdejšího společenského života. Ve svém díle Rolland zachytil i protesty strádajících lidových mas a pokrokové části tehdejší inteligence, v níž viděl naději pro lepší uspořádání lidské společnosti (zejména v nezávislých a silných osobnostech z jejích řad). Zároveň vyjadřuje Rolland potřebu znovunalezení lidské lásky a moudrosti.
Román vyšel původně v deseti svazích:
1. L’Aube (1904, Úsvit),
2. Le Matin (1904, Jitro),
3. L’Adolescent (1904, Jinoch),
4. La Révolte (1905, Vzpoura),
5. La Foire sur la place (1908, Jarmark),
6. Antoinette (1908, Antoinetta),
7. Dans la maison (1908, V domě),
8. Les Amies (1910, Přítelkyně),
9. Le Buisson ardent (1911, Hořící keř),
10. La Nouvelle journée (1912, Nový den).

Po vydání poslední části vyšel roku 1912 román v celku rozdělen do tří částí:
- Jean-Christophe (Jan Kryštof): Úsvit, Jitro, Jinoch a Vzpoura,
- Jean-Christophe à Paris (Jan Kryštof v Paříži): Jarmark, Antoinetta a V domě,
- La Fin du voyage (Konec cesty): Přítelkyně, Hořící keř a Nový den.

Roku 1921 autor román znovu přerozdělil, tentokrát do čtyř dílů, aby svou strukturou lépe vyhovoval představě románu jako čtyřvěté symfonie. Jednotlivé díly obsahují tyto části původního vydání:
- I. díl: Úsvit, Jitro a Jinoch,
- II. díl: Vzpoura a Jarmark,
- III. díl: Antoinetta, V domě a Přítelkyně,
- IV. díl: Hořící keř a Nový den.

Román byl přeložen do třiceti jazyků, první české vydání pochází z let 1916-1922 (nakladatel Bedřich Kočí).